# 亨利·卡尔松
亨利·卡尔松（瑞典語：Henry Carlsson，1917年10月29日—1999年5月28日），瑞典男子足球运动员，司职前锋。他曾代表瑞典国家队参加1948年夏季奥林匹克运动会足球比赛，获得一枚金牌。